# Tilge, Höchster, meine Sünden, BWV 1083

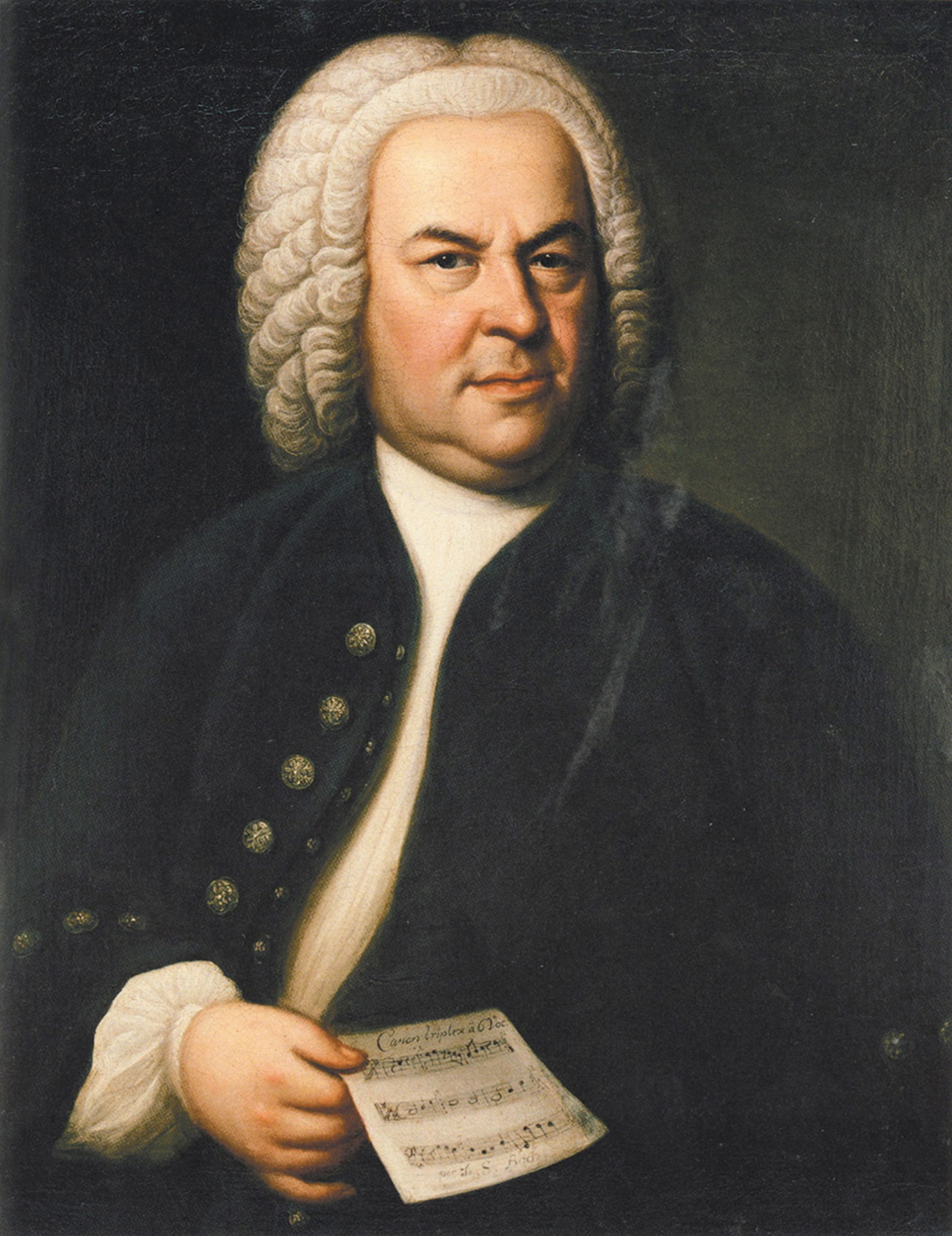
Johann Sebastian Bach, compositor de la obra.

Tilge, Höchster, meine Sünden, BWV 1083 es un arreglo de Johann Sebastian Bach del Stabat Mater de 1736 de Giovanni Battista Pergolesi. Bach usó una paráfrasis alemana del Salmo 51 como texto para su composición. El íncipit se traduce como «Salda, Altísimo, mis pecados». Bach escribió su versión en la década de 1740, expandiendo ligeramente el material orquestal. Se indica como «Motetto», es decir, motete, en el encabezado del manuscrito del arreglo de Bach.

## Historia y texto
Tilge, Höchster, meine Sünden es una parodia musical del Stabat Mater que Pergolesi había compuesto en 1736. Utiliza un texto alemán basado en el Salmo 51. La versión parodia se hizo alrededor de 1745/1747. Se asumió una primera actuación en 1746-1747 en Leipzig. La interpretación de Bach de Tilge, Höchster, meine Sünden, antes de que la obra de Pergolesi se imprimiera por primera vez en 1748, es la interpretación demostrable más temprana de esta música de Pergolesi en Alemania.

## Partitura
La versión de Bach tiene partitura para soprano y alto solistas, dos partes de violín concertante, dos partes de violín ripieno, viola, violone, violonchelo y bajo continuo. La orquestación de Bach es más rica que la original de Pergolesi. Mientras que en la versión de Pergolesi la viola a menudo toca al unísono con el continuo, Bach aumenta la independencia de este instrumento, creando así la armonía de cuatro partes típica de su propio estilo.

## Grabaciones
- American Bach Soloists, Jeffrey Thomas. J.S. Bach: Transcriptions of Italian Music. Koch International, 1993.
- Neue Hofkapelle München, Christian Brembeck. Bach & die Italiener. Christophorus, 1996.
- Balthasar-Neumann Ensemble, Thomas Hengelbrock. Scarlatti · Bach · Durante. Deutsche Harmonia Mundi, 1998.
- Gächinger Kantorei / Bach-Collegium Stuttgart, Helmuth Rilling. Edition Bachakademie Vol. 73. Hänssler, 1999.
- Les Violons du Roy, Bernard Labadie. Bach: Psaume 51 d’après le Stabat Mater de Pergolesi; Cantate BWV 82 "Ich habe genug". ATMA, 2004.
- Netherlands Bach Collegium, Pieter Jan Leusink. Bach Edition Vol. 17. Brilliant Classics, 2000.
- Theatre of Early Music, Daniel Taylor. Stabat Mater. BIS, 2006.
- Bach Collegium Japan, Masaaki Suzuki. J.S. Bach: Secular Cantatas Vol. 6 (Trauerode). BIS-2181 SACD/CD, 2015
- Le Banquet Céleste, Damien Guillon, Céline Scheen. J.S. Bach: Psalm 51 BWV 1083 (after Pergolesi's Stabat Mater). Glossa, 2016 GCD 923701.